# Xã Russia, Quận Polk, Minnesota
Xã Russia (tiếng Anh: Russia Township) là một xã thuộc quận Polk, tiểu bang Minnesota, Hoa Kỳ. Năm 2010, dân số của xã này là 27 người.